# Derelikcja
Derelikcja – porzucenie przez państwo części swojego terytorium bez przekazywania go innemu państwu, co w konsekwencji prowadzi do przekształcenia go w terytorium niczyje. Zachodzi, gdy państwo przestaje wypełniać swoje kompetencje na danym obszarze, jednocześnie deklarując czy demonstrując chęć jego opuszczenia.
W praktyce okazuje się, że rzadko które państwo wyrażało jasną ochotę opuszczenia terenu, tak więc przypadków porzucenia terytorium można wskazać bardzo niewiele i są to przypadki dyskusyjne. W przeszłości zdarzało się, że państwo zmuszone było wycofać się z części swojego terytorium, zazwyczaj kolonii, z powodów politycznych, militarnych, ekonomicznych czy komunikacyjnych. Niektórzy uważają, że znamiona porzucenia terytorium przez państwo miało masowe opuszczanie pod koniec II wojny światowej części ziem przez niemieckie władze administracyjne. Kolejnym przypadkiem z tego okresu jest zobowiązanie wynikające z traktatu pokojowego podpisanego przez Włochy w 1947. W myśl jego postanowień miały one opuścić swoje terytoria w Afryce, zaś ich los miał być ustalony wspólnie przez rządy USA, Wielkiej Brytanii, Francji i ZSRR w przeciągu roku. Tak więc pod względem prawnym ziemie te przestały być objęte zwierzchnictwem jednego państwa, jednak nie zostały objęte przez inne.